# Preston Bailey
Preston Bailey (* 25. Juli 2000 in Portland, Oregon) ist ein US-amerikanischer Schauspieler.

## Leben
Preston Bailey wurde in Portland, Oregon geboren und zog mit seiner Familie im Alter von fünf Jahren nach Kalifornien. Sein Bruder ist der Schauspieler Brennan Bailey. Bailey hatte bereits mit zwei Jahren begonnen, in Werbespots mitzuspielen, unter anderem für Juicy Juice, Stouffer’s, BMW und Mucinex.
2005 begann er seine Karriere im Fernsehen mit einem Gastauftritt in der Serie Strong Medicine: Zwei Ärztinnen wie Feuer und Eis. Es folgten kleinere Rollen in Fernsehserien wie Criminal Minds (2006), How I Met Your Mother und Numbers – Die Logik des Verbrechens (beide 2007). Danach übernahm er die Rolle des Cody Bennett, des Sohns von Rita Bennett (Julie Benz), in der Showtime-Serie Dexter. Er ersetzte Daniel Goldman, der diese Rolle in der ersten Staffel innehatte und spielte sie bis zum Ende der fünften Staffel. Durch diese Rolle wurde er einem breiteren Publikum bekannt und erhielt für sie 2009 und 2010 Nominierungen bei den Screen Actors Guild Awards und den Young Artist Awards.
Darüber hinaus war Bailey in den Horrorfilmen Amusement (2009), Children of the Corn (2009) und The Crazies – Fürchte deinen Nächsten (2010) zu sehen.

## Filmografie (Auswahl)
- 2005: Strong Medicine: Zwei Ärztinnen wie Feuer und Eis (Strong Medicine, Fernsehserie, Episode 6x18)
- 2006: Alpha Mom (Fernsehfilm)
- 2006: Criminal Minds (Fernsehserie, Episode: The Boogeyman)
- 2007: How I Met Your Mother (Fernsehserie, Episode: Columns)
- 2007: Numbers – Die Logik des Verbrechens (Numb3rs, Fernsehserie, Episode: The Art of Reckoning)
- 2007–2012: Dexter (Fernsehserie, 36 Episoden)
- 2008: Nichts als die Wahrheit (Nothing But the Truth)
- 2009: Amusement
- 2009: Stephen Kings Kinder des Zorns (Children of the Corn)
- 2010: The Crazies – Fürchte deinen Nächsten (The Crazies)
- 2010: Cold Case – Kein Opfer ist je vergessen (Cold Case, Fernsehserie, Episode 7x16)
- 2010–2011: Funny or Die Presents… (Fernsehserie, 2 Episoden)
- 2011: Judy Moody und der voll coole Sommer (Judy Moody and the Not Bummer Summer)
- 2012: Sketchy (Fernsehserie, Episode 2x19)

## Auszeichnungen
Screen Actors Guild Award
- 2009: Nominierung zusammen mit dem Ensemble in der Kategorie Bestes Schauspielensemble in einer Fernsehserie – Drama für Dexter
- 2010: Nominierung zusammen mit dem Ensemble in der Kategorie Bestes Schauspielensemble in einer Fernsehserie – Drama für Dexter

Young Artist Award
- 2009: Nominierung in der Kategorie Bester wiederkehrende Schauspieler in einer Fernsehserie für Dexter
- 2010: Nominierung in der Kategorie Bester wiederkehrende Schauspieler in einer Fernsehserie – 13 Jahre oder jünger für Dexter
- 2011: Nominierung in der Kategorie Bester Nebendarsteller in einem Spielfilm – zehn Jahre oder jünger für The Crazies – Fürchte deinen Nächsten
- 2011: Nominierung in der Kategorie Bester Gastdarsteller in einer Fernsehserie – zehn Jahre oder jünger für Cold Case – Kein Opfer ist je vergessen
- 2011: Nominierung in der Kategorie Bester wiederkehrende Schauspieler in einer Fernsehserie – zehn Jahre oder jünger für Dexter
- 2012: Nominierung in der Kategorie Bester Schauspieler in einem Spielfilm – zehn Jahre oder jünger für Judy Moody und der voll coole Sommer
- 2012: Auszeichnung in der Kategorie Beste Besetzung in einem Spielfilm für Judy Moody und der voll coole Sommer